# Talty (Texas)
Talty es un pueblo ubicado en el condado de Kaufman en el estado estadounidense de Texas. En el Censo de 2010 tenía una población de 1535 habitantes y una densidad poblacional de 217,09 personas por km².

## Geografía
Talty se encuentra ubicado en las coordenadas 32°41′40″N 96°23′54″O / 32.69444, -96.39833. Según la Oficina del Censo de los Estados Unidos, Talty tiene una superficie total de 7.07 km², de la cual 7.07 km² corresponden a tierra firme y (0%) 0 km² es agua.

## Demografía
Según el censo de 2010, había 1535 personas residiendo en Talty. La densidad de población era de 217,09 hab./km². De los 1535 habitantes, Talty estaba compuesto por el 83.91% blancos, el 8.01% eran afroamericanos, el 1.63% eran amerindios, el 0.46% eran asiáticos, el 0% eran isleños del Pacífico, el 3.97% eran de otras razas y el 2.02% pertenecían a dos o más razas. Del total de la población el 10.49% eran hispanos o latinos de cualquier raza.